# Tyge Dahlgaard
Tyge Dahlgaard (født 8. april 1921 i København, død 20. december 1985) var en dansk diplomat, politiker (Socialdemokraterne) og minister. Han var handelsminister i Regeringen Jens Otto Krag II fra 21. september 1966 til 2. februar 1968 i perioden indtil den 1. oktober 1967 tillige minister for europæiske markedsanliggender.
Han er begravet på Gentofte Kirkegård.